# Allen-Bradley
Allen-Bradley è il marchio di Rockwell Automation che si occupa di automazione industriale. La sede di Rockwell Automation è a Milwaukee nel Wisconsin.

## Storia

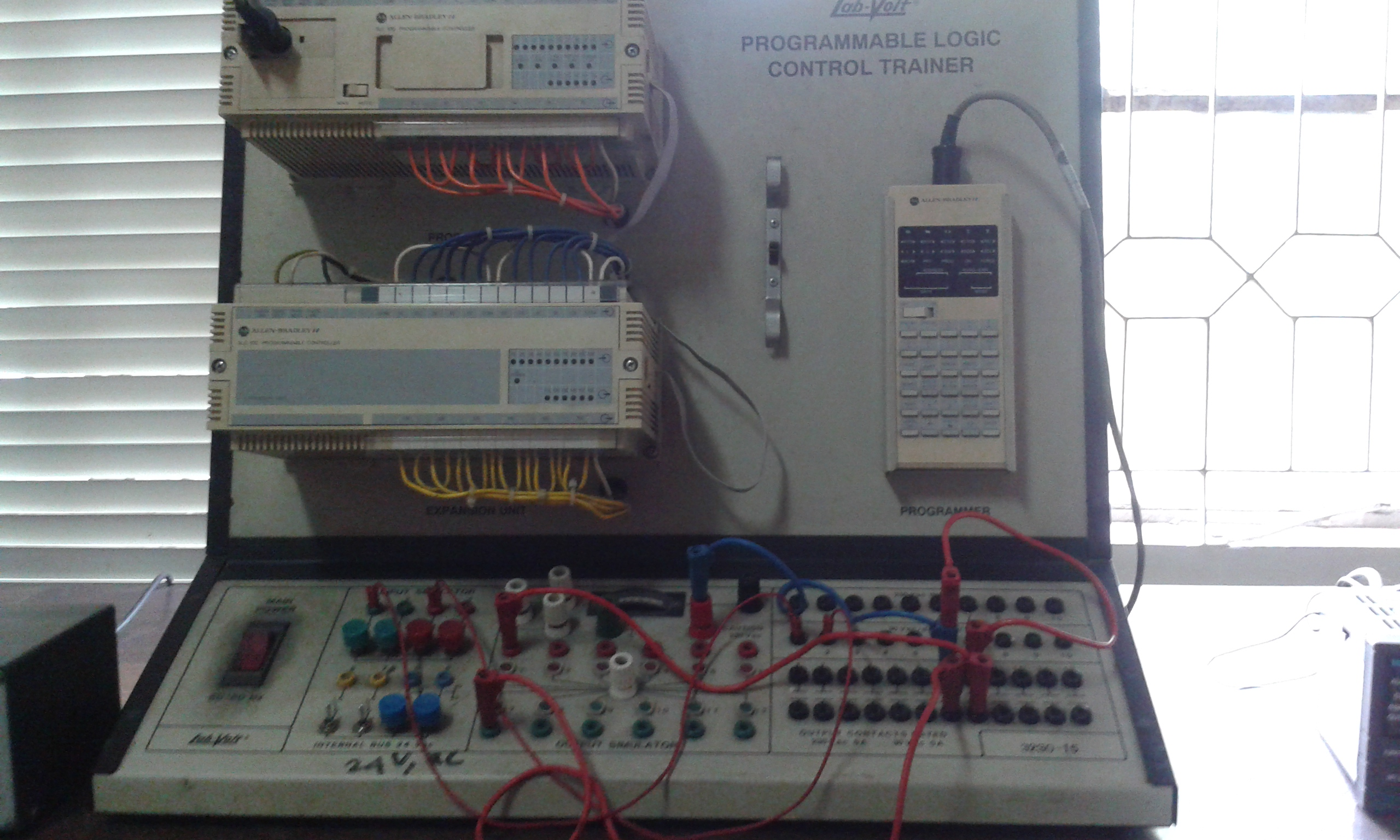
Allen Bradley Programmable Controller

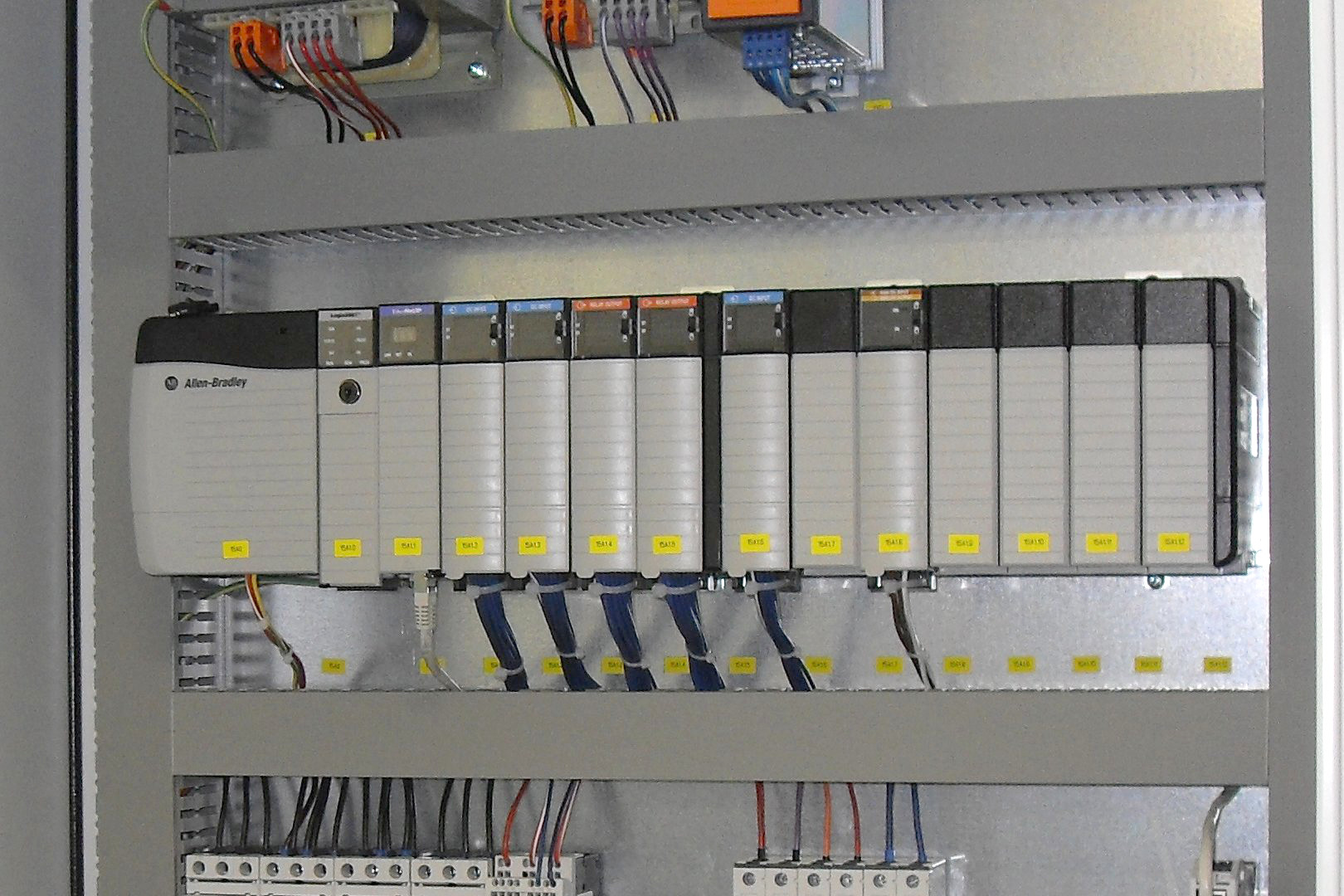
Allen-Bradley PLC

L'azienda venne fondata nel 1903 con il nome di Compression Rheostat Company e capitale iniziale di 1.000 dollari da Lynde Bradley e Stanton Allen.
Nel 1909 il nome viene cambiato in Allen-Bradley Company.
Il 1985 fu un anno cruciale per l'azienda: raggiunse il fatturato di 1 miliardo di dollari e contemporaneamente venne acquisita da Rockwell International, poi Rockwell Automation, il 20 febbraio per la cifra di 1,654 miliardi di dollari.
La Allen-Bradley Clock Tower (Torre dell'Orologio di Allen-Bradley) di Milwaukee è il più grande orologio a quattro lati del mondo.

## Prodotti

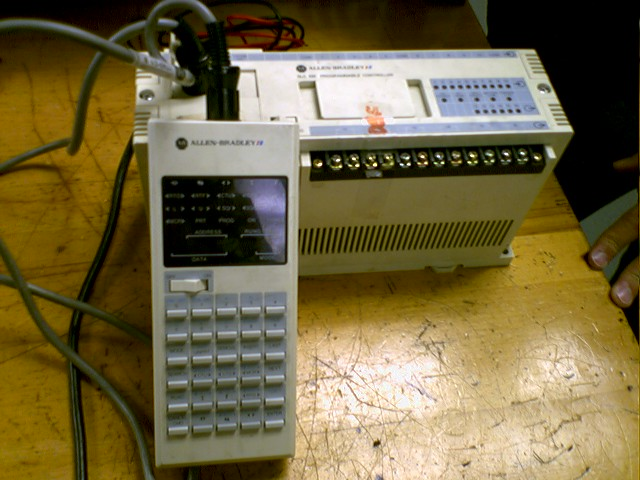
PLC Allen Bradley

Allen-Bradley produce PLC, sensori, pannelli di interfaccia uomo-macchina (o HMI, Human Machine Interface), sistemi di sicurezza, software, controlli ed azionamenti per motori elettrici, controlli per movimentazione.
Fornisce inoltre servizi di riparazione e consulenza.

## Concorrenti
I principali concorrenti nel settore di Allen-Bradley sono:
- ABB
- Beckhoff
- Benshaw
- Bernecker + Rainer Industrie-Elektronik
- Cutler-Hammer (Eaton Corporation)
- Emerson Electric
- Endress+Hauser
- General Electric
- Honeywell
- Invensys
- Omron
- Siemens
- Square D (Schneider Electric)
- Telemecanique
- Yokogawa
- Digitec
- TMEIC